# L'Éternité retrouvée
Time Must Have A Stop
L'Éternité retrouvée (Time Must Have A Stop) est un roman d'Aldous Huxley, publié pour la première fois en 1944 par Chatto et Windus. Il raconte le parcours et les transformations psychologiques d'un jeune poète talentueux au contact de deux parents aux personnalités opposées, un oncle athée, matérialiste et hédoniste et un lointain cousin tourné vers la spiritualité, pétri d'érudition et plein de sagesse, lors d'un séjour à Florence. De nombreux thèmes philosophiques abordés dans cette œuvre seront explorés plus en détail par Huxley dans son essai de 1945, La Philosophie éternelle (The Perennial Philosophy).

## Titre

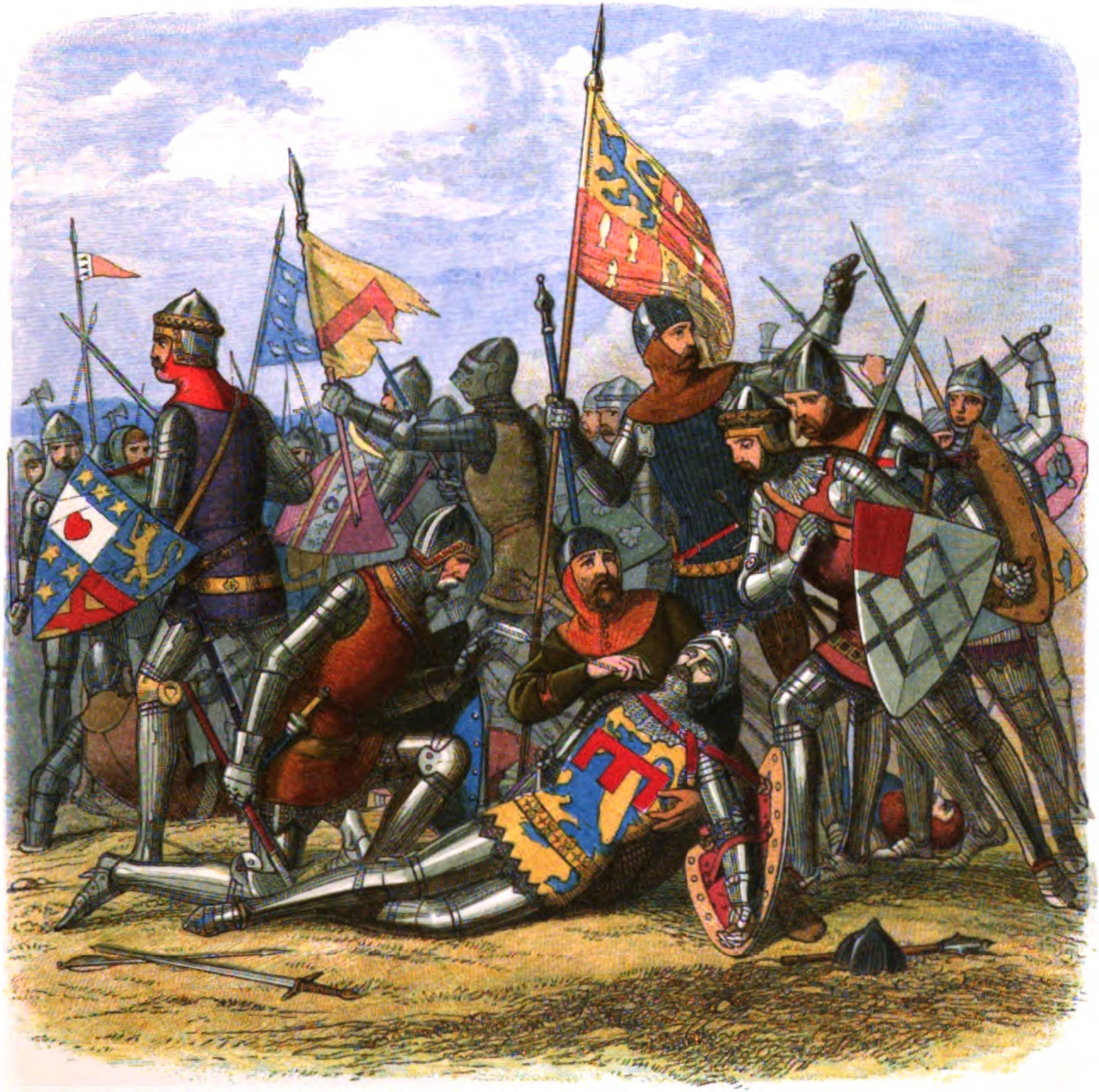
La mort de Hotspur à la bataille de Shrewsbury (21 juillet 1403).

Le titre du livre, dont la traduction littérale en français est Le Temps doit venir à l'arrêt, reprend les derniers mots prononcés à sa mort par le personnage de Hotspur dans la pièce de William Shakespeare, Henry IV, partie 1 de l'acte V, scène 4.
« But thought's the slave of life, and life time's fool;
And time, that takes survey of all the world,
Must have a stop. »
« Mais la pensée est l'esclave de la vie,
et la vie est le bouffon du temps ;
Et le temps, qui contemple l'ensemble du monde,
doit venir à l'arrêt. »
Ce passage est intégralement cité, dans le long épilogue du trentième chapitre, comme exemple de la manière dont Shakespeare parvient à transcrire dans ces pièces « l'équivalent d'une vaste Somme théologique » (« the equivalent of a great theological Summa »). Dans ces deux vers et demi, poursuit Huxley par le biais des notes de lecture de Sebastian, « Hotspur mourant résume négligemment une épistémologie, une morale, et une métaphysique. » (« the dying Hotspur casually summarizes an epistemology, an ethic and a metaphysic »).
Le titre choisi pour la version en français par le traducteur Jules Castier fait quant-à-lui référence au poème L'Éternité d'Arthur Rimbaud, le quatrième du recueil Derniers Vers  (mai 1872), dont voici la première strophe, citée en français dans le texte par le personnage du marchand d'art Gabriel Weyl à la fin du chapitre 27 :

« Elle est retrouvée.
Quoi ? – L'Éternité.
C'est la mer allée
Avec le soleil »

Il s'agit de sa part d'une allusion malicieuse au dénouement de l'affaire de la disparition du dessin de Degas que le jeune héros Sebastian ne sait comment restituer. Weyl le tire d'embarras en inventant l'explication selon laquelle son oncle Eustace l'aurait oublié dans les toilettes. « Elle est retrouvée », est une reprise en français de l'exclamation de surprise : « Déjà retrouvé ? » (« Already found ? ») proférée par la tante de Sebastian, Mrs Ockham, en apprenant cette nouvelle.

## Résumé de l'intrigue

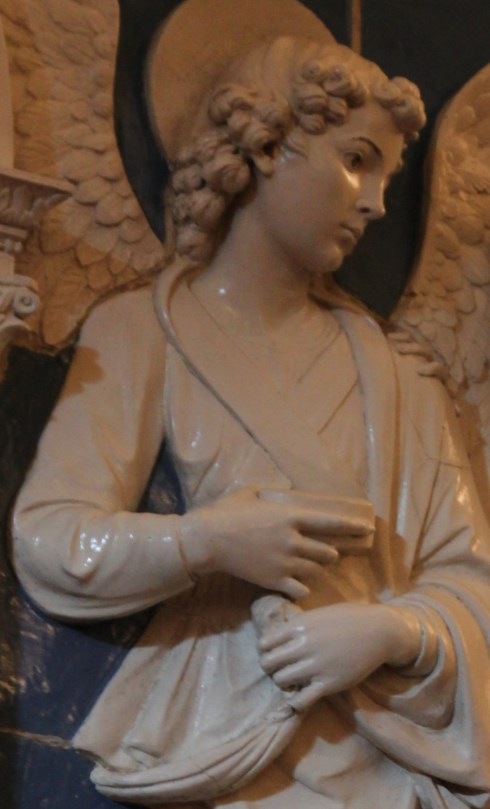
L'archange Raphaël, par Andrea Della Robbia. Musée de Santa Croce, Florence

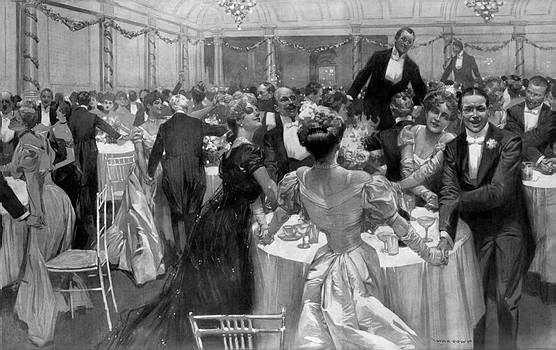
Un dîner au Savoy en 1907, soit vingt ans avant l'action du roman.

L'histoire commence à Londres, où Sebastian Barnack, jeune homme de dix-sept ans et poète de génie, beau comme « un ange de della Robbia », cherche à se procurer une tenue de soirée pour pouvoir honorer l'invitation de son ami Tom Boveney à un dîner chic au Savoy, qui sera suivi d'une soirée au théâtre et qui se terminera en boîte de nuit. Il tente de convaincre son père John, avocat antifasciste et militant socialiste, de lui acheter ce smoking, mais se heurte, comme il le pressentait, à un refus cassant. En effet, John désapprouve la manière de vivre de son fils qu'il juge immorale voire décadente car indifférente à la souffrance d'autrui. S'il agit ainsi, c'est aussi en raison de la ressemblance de Sebastian avec sa défunte mère, dont John s'efforçait de corriger les défauts.
Invité à Florence par son oncle Eustace, un hédoniste fortuné qui nourrit une grande affection pour lui, Sebastian fait la rencontre d'une jeune veuve qui s'avère ressembler exactement à Mary Esdaile, la femme imaginaire de ses fantasmes d'adolescent. Il s'agit de Veronica Thwale, la dame de compagnie de la belle-mère d'Eustace, Mrs Gamble (surnommée « la reine mère »), vivant avec lui dans sa riche demeure. Par la suite, Sebastian connaîtra avec Veronica une expérience sexuelle brève et intense, sans avoir vraiment pu établir avec elle une relation sentimentale. Dès le premier jour, Eustace s'engage à acheter un smoking à son neveu et lui promet même de lui léguer un dessin de Degas acquis le jour même chez le marchand d'art Gabriel Weyl. Toutefois, avant que Sebastian puisse bénéficier de la générosité d'Eustace, ce dernier meurt d'une crise cardiaque, ce qui plonge Sebastian dans un profond désarroi, aggravé par la perte de tout espoir d'acquérir son smoking. Il a alors l'idée de revendre le dessin pour pouvoir financer cet achat et s'adresse pour cela à Weyl sans savoir que c'est justement lui qui avait vendu ce même dessin à son oncle pour une somme bien supérieure au prix qu'il en donne finalement pour son rachat. Entretemps, un vérificateur de la succession de l'oncle s'aperçoit de la disparition du Degas et des accusations de vol à l'encontre du personnel de maison se multiplient. Incapable de trouver une occasion d'avouer la vérité, il se tait tandis que d'autres se voient injustement accusés par sa faute. Finalement, il se résout à rendre le Degas, et pour le récupérer chez Weyl, il sollicite l'aide du cousin de son père, Bruno, un libraire profondément religieux.

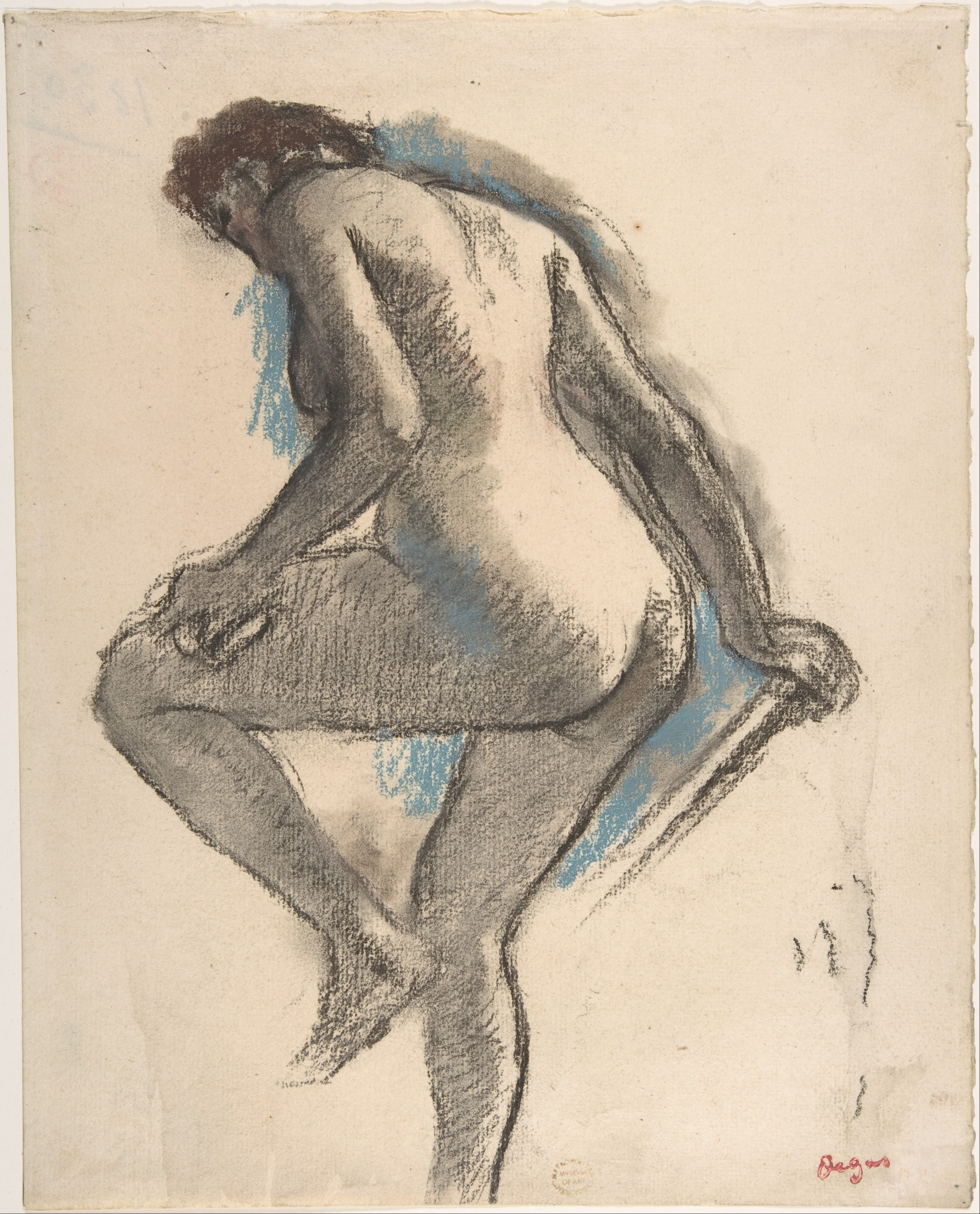
Baigneuse s'essuyant le genou, pastel d'Edgar Degas (1834-1917). Ce dessin rappelle celui qu'Eustace Barnack promet de céder à son neveu Sebastian.

Après le décès d'Eustace, son esprit continue à se manifester et est utilisé à la fois comme outil narratif pour permettre à Huxley de montrer le destin des personnages en s'affranchissant du temps et des distances, et pour ajouter une touche comique quand la belle-mère excentrique d'Eustace, Mrs Gamble organise une séance de spiritisme pour communiquer avec son gendre et que le médium, dont les aptitudes sont médiocres, brouille le message qu'il est censé délivrer à Sebastian de la part de son oncle défunt.
Bruno parvient à grands frais à récupérer le dessin en rendant visite à des amis qui le compromettent involontairement, faisant de lui un ennemi des fascistes italiens. La police fasciste emprisonne et maltraite Bruno, ce qui accélère la dégradation de sa santé déjà déclinante.
Dans l'épilogue qui constitue le trentième et dernier chapitre du roman et se déroule en 1944, soit dix-sept années plus tard (une année correspondant effectivement à celle de la rédaction de l'ensemble du livre), Sebastian, qui a perdu une main sur les champs de bataille, commence l'écriture d'un essai comparatif sur les religions du monde inspiré par Bruno, dont de larges extraits sont cités. Ce travail n'est autre que la Philosophie éternelle, l'essai que Huxley commence alors à rédiger et qui sera publié un an plus tard, en 1945. Son père, bien que peu enthousiaste vis-à-vis de la nouvelle approche de la vie de son fils, finit par lui témoigner  du respect.

## Thèmes
Se concentrant sur le degré d'avancement spirituel des personnages, Huxley explore plusieurs des thèmes de son étude comparée des mysticismes, La Philosophie éternelle. L'artifice du spiritualisme de Mme Gamble, les limites de l'hédonisme d'Eustace et le paradoxe de la faiblesse de Sebastian en tant qu'homme et de sa puissance créatrice en tant qu'artiste, contrastent avec la vie intérieure de Bruno, dont le contentement spirituel et le non-attachement sont présentés par Huxley comme le plus haut niveau de développement personnel. Le livre contient maintes discussions culturelles et philosophiques entre les personnages. Huxley lui-même décrit son travail comme sa tentative la plus réussie de « fusionner l'idée avec l'histoire ».

## Personnages
- Sebastian Barnack : poète de 17 ans, d'une beauté physique et d'une précocité en vers peu communes, mais qui a les manières fastidieuse d'un enfant gâté.
- Eustace Barnack : oncle de Sebastian, expatrié gourmand résidant à Florence avec un penchant pour les cigares et le brandy.
- John Barnack : père de Sebastian, ardent militant anti-fasciste et socialiste qui élève Sebastian dans des conditions austères.
- Bruno Rontini : cousin de John et d'Eustace, libraire profondément religieux, apparemment en communion avec le monde.
- Mme Gamble : belle-mère d'Eustache, une vieille femme aveugle qui prend part régulièrement à des séances destinées à communiquer avec ses amis décédés.